# Булат-султан
Була́т Губайдуллин (Була́т-султа́н) (каз. Болат сұлтан; Болат Ғұбайдоллаұлы Уәлиханов, 1803 или 1808—1866) — казахский султан, акын. Сын казахского хана Губайдуллы-хана, внук Вали-хана.
В 1822 году российские власти упразднили в Среднем жузе ханскую власть и разделили жуз на внутренние и внешние округа (учреждены в 1824 году). Старший сын умершего Вали-хана Губайдулла был избран первым старшим султаном Кокчетавского округа. Российские власти послали ему подарки и патент на чин майора, однако Губайдулла, считая себя ханом и не желая становиться российским чиновником, их не принял, после чего подарки («золотая медаль на Александровской ленте с вытеснением имени его; позолоченная сабля с резьбою его имени по-русски и по-татарски, с темляком и портупеей») вместе с чином были предложены старшему сыну Губайдуллы — Булату, в свою очередь отказавшемуся от них.
В 1824 и 1828 годах Булат посылался Губайдуллой в Санкт-Петербург с ходатайствами о наделении последнего ханским титулом (от аналогичного титула, присвоенного Китаем, Губайдулла был вынужден отказаться под давлением России) и отмене разделения на округа, однако безрезультатно. В 1828 году, будучи в Петербурге, исполнял в Сенате и перед императором Николаем I средневековую поэму «Козы Корпеш — Баян сулу».
В 1828—1837 году был управителем Киргиз-Майлибалтинской волости Кокчетавского округа. В 1833 году помогал своему отцу в сосредоточении в Кокчетавском округе верных родов: в частности, повлиял на перемещение жителей Алеке-Байдалинской волости из Акмолинского округа в Кокчетавский. В 1835 году был награждён золотой медалью на аннинской ленте и золотой саблей. В период управления волостью был под судом за нанесение побоев, суд постановил взыскать в пользу обиженного годовое жалование Губайдуллина.
В 1855—1859 годах состоял под полицейским надзором.
Умер в 1866 году.
Отец генерал-майора Гази Валиханова.